# Найджел Ґодріч
Найджел Тімоті Ґодріч (англ. Nigel Timothy Godrich, нар. 28 лютого 1971) — англійський продюсер, звукорежисер і музикант. Він працює з англійським рок-гуртом Radiohead з 1994 року і продюсував усі їхні альбоми, починаючи з альбому OK Computer (1997). Він також продюсував кілька проєктів вокаліста Radiohead, Тома Йорка. Він є учасником гуртів Atoms for Peace (разом з Йорком) та Ultraísta.
На початку своєї кар'єри Ґодріч працював звукорежисером на лондонській студії RAK під керівництвом продюсера Джона Лекі. Він познайомився з гуртом Radiohead під час роботи в RAK над їхнім другим альбомом The Bends (1995). Radiohead найняли його продюсувати альбом OK Computer, який мав великий успіх і привернув до нього увагу великих артистів. Відтоді він працював з такими виконавцями, як Beck, Air, Пол Маккартні, U2, R.E.M., Pavement, Роджер Вотерс та Arcade Fire. Ґодріч є творцем музичного веб-серіалу From the Basement.

## Ранні роки та освіта
Найджел Ґодріч народився у лондонському Вестмінстері, син Віктора Ґодріча, звукорежисера BBC, та Бренди Ґодріч. Він був зачарований записами у раннього віку. У дитинстві, після того, як він попросив машину для запису, батько купив йому касетний апарат; Ґодріч використовував його для запису свого телевізора, поїздів та проточної води.
Ґодріч навчався у школі Вільяма Елліса на північному заході Лондона, де відвідував уроки зі своїм другом і майбутнім учасником гурту Zero 7 Генрі Біннсом. Ґодріч почав грати на гітарі, надихаючись Джимі Гендріксом і Френком Заппою. Вперше відвідав студію звукозапису у віці 16 років, коли його гурт записав демо на студії Elephant Studios у Вапінгу, і провів час, ставлячи запитання інженеру. Навчався у Школі аудіоінженерії (SAE) у Лондоні.

## Кар'єра
Після закінчення SAE Ґодріч став молодшим співробітником у студійному комплексі Audio One, розносячи чай. Йому не подобалося там працювати. За словами Ґодріча, «з пейджером у кишені я чекав біля чайника, готовий розносити гарячі напої. Мене навіть не пускали до студій, але я [висів] там, думаючи: „Гаразд, це лише перша сходинка, але я принаймні на драбині“.
Після закриття Audio One, у 1990 році Ґодріч працював на лондонській студії RAK, спочатку кур'єром, а згодом — асистентом студії. Він засиджувався допізна, запрошуючи друзів музикантів пограти там, поки сам практикувався у записі. У RAK він став оператором стрічки для продюсера Джона Лекі, з яким працював над альбомами гуртів Ride і Denim. Через чотири роки Ґодріч покинув RAK і став фрілансером, заснувавши власну студію Shabang, де планував створювати танцювальну музику. Шість місяців по тому він був найнятий інженером для зведення альбому The Sound Of…». McAlmont & Butler (1995), дебютного альбому дуету McAlmont & Butler. Ґодріч сказав, що це був «блискучий досвід», і зарахував Бернарда Батлера до тих, хто навчив його продюсувати записи.

### Radiohead
Ґодріч вперше працював з рок-гуртом Radiohead, коли Джон Лекі найняв його в RAK як інженера їхнього міні-альбому My Iron Lung (1994) та другого альбому The Bends (1995). Гурт прозвав його «Нігілістом», схвалюючи його зусилля, спрямовані на розвиток їхнього звучання в нових напрямках. Коли Лекі покинув студію, щоб взяти участь у світському заході, Radiohead та Ґодріч залишилися записувати бі-сайди. Одна пісня з цих записів, «Black Star», була включена до альбому The Bends. 1995 року Ґодріч спродюсував благодійний сингл Radiohead «Lucky», а також бі-сайди «Bishop's Robes» і «Talk Show Host», випущені на синглі 1996 року «Street Spirit (Fade Out)».
Radiohead запросили Ґодріча стати співпродюсером їхнього третього альбому, OK Computer (1997), який здобув перемогу в номінації «Найкращий альтернативний альбом» на 40-й церемонії вручення премії Ґреммі і розійшовся накладом понад 4,5 мільйона копій в усьому світі. Працюючи в імпровізованих студіях без нагляду, Ґодріч і гурт вчилися на ходу, і завдячують успіху альбому саме відкритому процесу. 2013 року Ґодріч розповів The Guardian: «OK Computer був дуже важливим для мене, тому що я вперше отримав владу. Деякі з цих неймовірно розумних і проникливих людей сказали мені: „Роби, що хочеш“, тож я працював на них, і разом ми зробили щось, що відображає те, де ми всі були в той час. І це чомусь прижилося. Люди це зрозуміли, і це змінило моє життя».
Відтоді Ґодріч продюсував кожен студійний альбом Radiohead. За шостий альбом Hail to the Thief (2003) він здобув премію Ґреммі за найкраще спродюсований некласичний альбом. Для сьомого альбому In Rainbows (2007) Radiohead спочатку найняли нового продюсера, Спайка Стента. За словами гітариста Еда О'Браєна, Radiohead хотіли вийти із «зони комфорту», а басист Колін Ґрінвуд сказав, що Ґодріч був зайнятий роботою з Шарлоттою Генсбур і Беком. Однак Radiohead знову найняли Ґодріча після того, як їхні сесії зі Стентом виявилися безрезультатними.
Під час запису дев'ятого альбому Radiohead, A Moon Shaped Pool помер батько Ґодріча. Найджел писав: «Створення цього альбому було дуже інтенсивним досвідом для мене. У процесі я втратив свого батька. Тому велика частина моєї душі живе тут у хорошому сенсі». Ґодріч створив саунд-дизайн для виставки Kid A Mnesia Exhibition (2021), інтерактивного проєкту, створеного до річниці альбомів Kid A та Amnesiac.
У 2006 році CBC описала співпрацю Ґодріча з Radiohead як «найбільш авантюрне партнерство гурту і продюсера в сучасній рок-музиці». Його охрестили «шостим членом гурту», натякаючи на те, що продюсера Бітлз Джорджа Мартіна називали «п'ятим бітлом». Ґодріч також грає роль вождя М'юза (Chieftain Mews) — персонажа, який з'являється в промо-матеріалах Radiohead.

### Сайд-проєкти

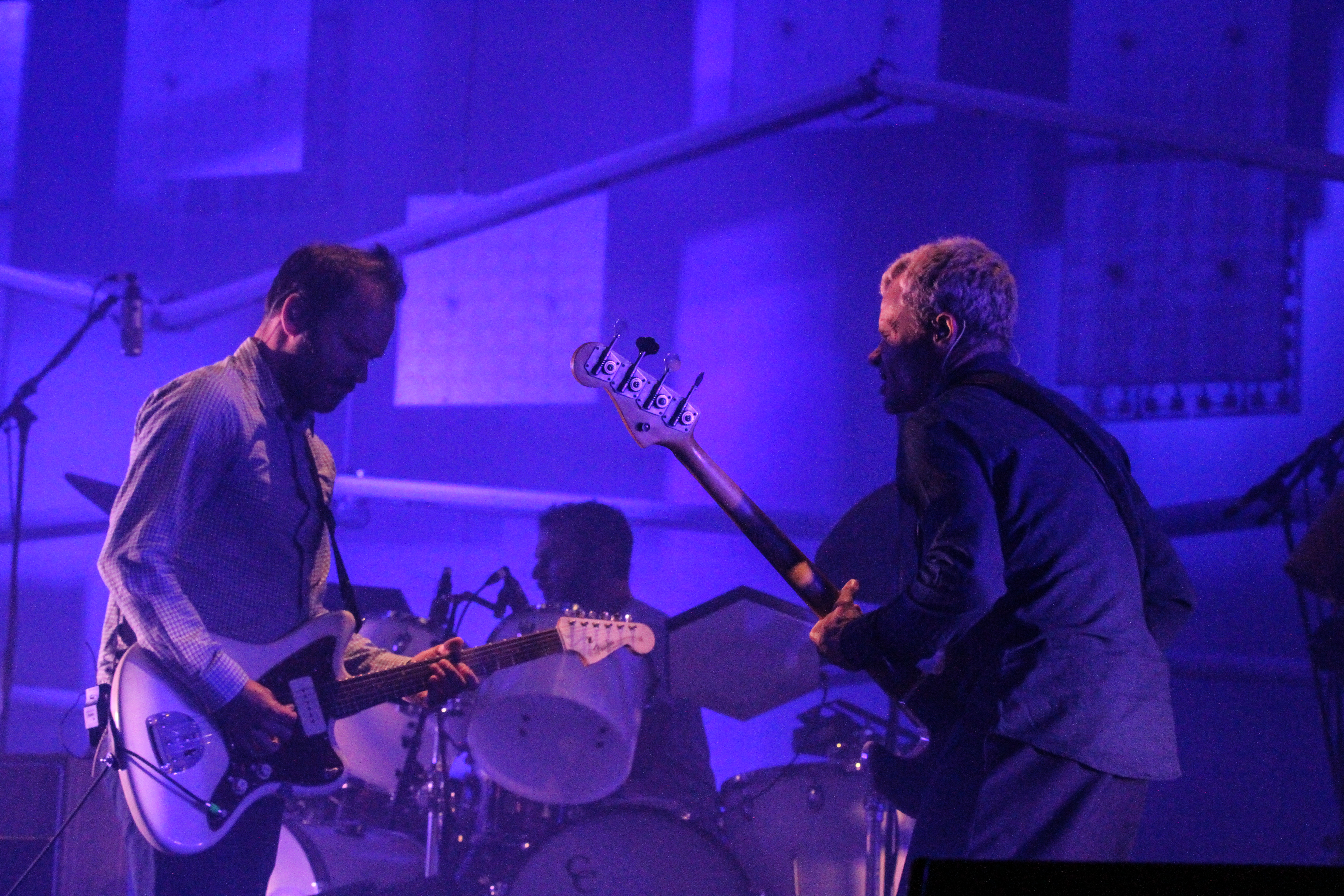
Ґодріч (зліва), Джоуї Варонкер (позаду) та Флі під час виступу з Atoms for Peace, 2013

Ґодріч продюсував більшість сольних робіт вокаліста Radiohead Тома Йорка, зокрема його альбоми The Eraser (2006), Tomorrow's Modern Boxes (2014) та Anima (2019). Йорк вважає, що Ґодріч допоміг відредагувати його роботу, визначивши, які частини потребують покращення, а які мають потенціал. Він навів приклад пісні з The Eraser «Black Swan», яка спочатку була «шестихвилинною купою лайна, за винятком одного соковитого шматка, і [Ґодріч] проходить повз і каже: „Цей шматок. До біса решту“. Зазвичай це щось на кшталт цього».
Ґодріч розповідав: «Коли ми були в одній кімнаті з Radiohead … Я намагався налагодити стосунки між [Йорком] і групою, і це я стикався з ним і намагався працювати від імені гурту. Як тільки він і я залишилися наодинці, ми виявили, що динаміка була зовсім іншою, ми тягнули в одному напрямку, і це було неймовірно продуктивно».
У 2009 році для виконання пісень з альбому The Eraser Найджел і Йорк створили гурт Atoms for Peace, в якому Ґодріч грає на гітарі, клавішних і синтезаторах. До складу гурту також увійшли басист Флі з Red Hot Chili Peppers, барабанщик Джоуї Варонкер з Beck і R.E.M., і перкусіоніст Мауро Рефоско з Forro in the Dark. Їхній дебютний альбом AMOK, спродюсований Ґодрічем, вийшов у 2013 році, після чого відбувся тур Європою, США та Японією. Ґодріч був продюсером Junun, альбому 2015 року гітариста Radiohead Джонні Ґрінвуда, ізраїльського композитора Шай Бен Цура та індійського ансамблю Rajasthan Express, записаного у форті Мехрангарх у індійському штаті Раджастхан.
Ґодріч продюсував A Light for Attracting Attention (2022), дебютний альбом гурту The Smile, до складу якого увійшли Йорк, Ґрінвуд і барабанщик Том Скіннер. Оглядач The Guardian Алексіс Петрідіс сказав, що The Smile «звучать одночасно як скелетніша і вузлувата версія Radiohead», досліджуючи прогресивніші рок-впливи з незвичними тактовими розмірами, складними рифами і «жорсткою» моторик-психоделією. Ґодріч спродюсував Jarak Qaribak, альбом Ґрінвуда та ізраїльського рок-музиканта Дуду Таси, що вийшов у 2023 році.

### Інші проєкти
Після успіху з OK Computer' Ґодріч зведе більшу частину альбому Наталі Імбрулії Left of the Middle (1997) та альбом R.E.M. Up (1998). Ґодріч кілька разів співпрацював з американським співаком Беком, працюючи над альбомами Mutations (1998), Sea Change (2002) та The Information (2006). Перші два з цих альбомів, особливо Sea Change, були відзначені своїм атмосферним фолк/поп звучанням, відходом від спонтанного, важкого на семпли стилю, яким був відомий Бек. Ґодріч також працював з гуртом Travis, продюсуючи їхній комерційний прорив The Man Who (1999) та наступний альбом The Invisible Band (2001), а також був співпродюсером The Boy With No Name (2007) разом з Браяном Іно та Майком Хеджесом.
Ґодріч продюсував останній альбом Pavement Terror Twilight (1999), а Джонні Ґрінвуд з Radiohead зіграв на губній гармоніці на двох треках. Ґодріч, фанат гурту, сподівався допомогти їм знайти більшу аудиторію за допомогою менш «неохайного» альбому. Автор пісень Стівен Малкмус пізніше назвав альбом «надмірно виробленим» і розповів про конфлікти з Ґодрічем. У відповідь Ґодріч написав у твіттері: «Я буквально спав на підлозі у друга в Нью-Йорку, щоб мати можливість записати цей альбом». У 2020 році Найджел сказав, що йому сподобався альбом і він отримав задоволення від його створення.
У 2001 році Ґодріч зробив ремікс на пісню U2 «Walk On» для їхнього синглу, а також міксував і брав участь у продюсуванні альбомів Air Talkie Walkie (2004) і Pocket Symphony (2007). 2002 року Найджел був найнятий продюсувати другий альбом The Strokes, Room on Fire. Він був звільнений, коли їхня робота, за словами гурту, виявилася «бездушною». Ґодріч розповідав про невдалу співпрацю: «Проблема полягала в тому, що я і [вокаліст Джуліан Касабланкас] занадто схожі, ми обидва схиблені на контролі. Він хотів робити все по-своєму, я хотів робити все по-своєму, і, очевидно, в цьому і був сенс моєї присутності там. І я кажу: „Тоді навіщо я тут, якщо ти не готовий спробувати зробити так, як хочу я?“. Ми чудово порозумілися, це була одна з тих смішних ситуацій, коли нічого не виходить. Я хотів, щоб вони змінилися, але вони не змінилися».
Ґодріч продюсував 20-ту ювілейну версію пісні «Do They Know It's Christmas?», випущену в грудні 2004 року, в якій брали участь Йорк і Ґрінвуд. Пол Маккартні найняв Ґодріча продюсувати свій альбом Chaos and Creation in the Backyard (2005) за рекомендацією продюсера Бітлз Джорджа Мартіна. Ґодріч звільнив гастрольну групу Маккартні і зажадав, щоб Маккартні відмовився від пісень, які Найджел вважав клішованими, надмірно сентиментальними або низькопробними. Альбом був номінований на кілька премій Ґреммі, в тому числі в категорії Альбом року, а Ґодріч був номінований в категорії Продюсер року.
У 2010 році Ґодріч і Бек написали музику до фільму Скотт Пілігрим проти світу, першої кінороботи Найджела. У жовтні 2012 року Ґодріч разом з Джоуї Варонкером і співачкою Лорою Беттінсон випустив альбом під назвою Ultraísta. 2015 року він спродюсував концертний альбом Roger Waters: The Wall, і знявся в епізодичній ролі штурмовика у фільмі Зоряні війни: Пробудження Сили. Він спродюсував одинадцятий студійний альбом Red Hot Chili Peppers, The Getaway (2016). Найджел спродюсував п'ятий сольний альбом Роджера Вотерса, Is This the Life We Really Want? який вийшов у червні 2017. Ґодріч, шанувальник творчості Вотерса у Pink Floyd, критично ставився до попередніх сольних робіт музиканта і вважав, що його роль як продюсера полягала в тому, щоб «підбадьорити його, трохи підштовхнути». Під час пандемії COVID-19 Ґодріч працював з гуртом Arcade Fire в ізоляції в Ель-Пасо, штат Техас, над продюсуванням їхнього альбому We.

### From the Basement
У вересні 2006 року було оголошено, що Ґодріч разом із продюсером Діллі Гентом, продюсером Джеймсом Чедсом і Джоном Вулкомбом працюють над музичним серіалом From the Basement, відзнятим у лондонській студії Maida Vale Studios. Серіал зосереджувався на інтимних, живих виступах музикантів без ведучого та аудиторії. Ґодріч сказав: «Мені дуже цікаво зняти деякі дійсно знакові, великі імена — насправді вся суть полягає в тому, щоб зняти людей, які переживають свій момент, і спробувати зробити остаточний запис того, що вони роблять».
Ґодріч задумав From the Basement як засіб автентичного документування процесу створення музики. Черпаючи подальше натхнення з британського телевізійного музичного серіалу The Old Grey Whistle Test, Найджел прийшов до ідеї телевізійної програми. Попри ранні повідомлення, «From the Basement» спочатку не з'явився на британському телебаченні через відсутність корпоративних спонсорів.
Коли пілотний проєкт був у виробництві, From the Basement мав бути лише онлайн-проєктом. Однак це виявилося нездійсненним, оскільки не вдалося зібрати достатньо коштів для виробництва епізодів на бажаному рівні якості. Замість цього продюсери звернулися до міжнародних телевізійних мереж, щоб отримати аванс на виробництво серіалу. Зрештою серіал вийшов на телебаченні; перша британська трансляція відбулася на каналі Sky Arts 1 грудня 2007 року, з чотирма піснями у виконанні Тома Йорка. Прем'єра у США відбулася на каналі Rave HD 22 лютого 2008 року, після чого восени 2008 року серіал показали на каналі Independent Film Channel в рамках блоку телевізійних програм «Automat». 3 листопада 2008 року серіал вийшов на DVD. У травні 2022 року на YouTube з'явилася нова серія «From the Basement» за участю таких виконавців, як Idles, Warpaint і Caribou та інших.

## Підхід та вплив
Ґодріч віддав належне продюсерам Філу Торналлі, Джону Лекі та Стіву Ліллівайту за те, що вони навчили його майстерності, кажучи, що вони були «людьми, яких я безпосередньо спостерігав і наслідував». Своїми «героями» він назвав продюсера Бітлз Джорджа Мартіна, який «винайшов цю роботу», і Тревора Горна, який «змусив мене сидіти і слухати». Він сказав, що Джоні Мітчелл — його улюблена виконавиця, посилаючись на «унікальне поєднання музичного і ліричного таланту».
Ґодріч каже, що хоча йому подобається слухати «клінічну» та «блискучу» музику, йому найкраще вдається створювати «органічні» звуки: «Приготування темно-коричневого супу — це більше моє вміння, ніж приготування великого казкового торта». Він не продюсує гурти, а чекає, поки вони самі звернуться до нього, оскільки «я не маю жодних ілюзій, що можу покращити когось, кого я вже шаную».
Ґодріч вважає, що люди надають занадто багато значення студійному обладнанню та «хитрощам», які є менш важливими, ніж музична чутливість та комунікація. Він сказав: «Мене дуже дратують люди, які запитують мене, який мій улюблений мікрофон. Це не має значення… Однією з причин, чому музика стала гіршою, і мені шкода про це говорити, є те, що люди думають про технології більше, ніж про музику, яку вони створюють». Він вважає, що «процес запису найкращий, коли він швидкий, тому що тоді він є найменшою перешкодою на шляху до справжньої музики».

## Дискографія
| Рік  | Назва                              | Виконавець                                         | Робота |
| ---- | ---------------------------------- | -------------------------------------------------- | --- |
| 1990 | Scandalo                           | Джанна Нанніні                                     | Асистент звукорежисера |
| 1990 | Tune In                            | The Silent Blue                                    | Звукорежисер, продюсер |
| 1991 | Superstition                       | Siouxsie and the Banshees                          | Асистент звукорежисера |
| 1992 | Vivienne McKone                    | Vivienne McKone                                    | Асистент звукорежисера |
| 1993 | Buffalo Skinners                   | Big Country                                        | Асистент звукорежисера |
| 1994 | Carnival of Light                  | Ride                                               | Звукорежисер |
| 1994 | Heitor                             | Heitor                                             | Звукорежисер |
| 1994 | My Iron Lung                       | Radiohead                                          | Продюсер, звукорежисер |
| 1995 | The Bends                          | Radiohead                                          | Звукорежисер, продюсер («Black Star») |
| 1995 | Feeling Mission                    | Harvest Ministers                                  | Звукорежисер |
| 1995 | Totally                            | Tee                                                | Звукорежисер |
| 1995 | Booth and the Bad Angel            | Тім Бут і Анджело Бадаламенті                      | Звукорежисер |
| 1996 | English and French                 | Hopper                                             | Звукорежисер |
| 1996 | Sun..!                             | Sun..!                                             | Звукорежисер |
| 1996 | Sound of..McAlmont & Butler        | McAlmont & Butler                                  | Звукорежисер, асистент звукорежисера, зведення |
| 1997 | OK Computer                        | Radiohead                                          | Звукорежисер балансу, технік звукозапису (продюсер) |
| 1997 | Silver Sun                         | Silver Sun                                         | Продюсер, зведення |
| 1997 | Plagiarism                         | Sparks                                             | Звукорежисер |
| 1997 | Left of the Middle                 | Наталі Імбрулія                                    | Зведення |
| 1998 | Mutations                          | Beck                                               | Продюсер, зведення |
| 1998 | Sisters in Pain                    | Jamaica                                            | Звукорежисер |
| 1998 | Try Whistling This                 | Ніл Фінн                                           | Реміксер, зведення |
| 1998 | Up                                 | R.E.M.                                             | Зведення |
| 1999 | Can You Still Feel?                | Джейсон Фолкнер                                    | Звукорежисер |
| 1999 | The Man Who                        | Travis                                             | Продюсер, зведення |
| 1999 | Terror Twilight                    | Pavement                                           | Продюсер |
| 2000 | Kid A                              | Radiohead                                          | Продюсер, звукорежисер, зведення |
| 2001 | «Walk On»                          | U2                                                 | Реміксер |
| 2001 | Amnesiac                           | Radiohead                                          | Продюсер, звукорежисер |
| 2001 | The Invisible Band                 | Travis                                             | Продюсер, зведення |
| 2001 | Regeneration                       | The Divine Comedy                                  | Продюсер |
| 2002 | Rouge on Pockmarked Cheeks         | Brazzaville                                        | Продюсер, зведення, струнний оркестр, Родес-піано |
| 2002 | Sea Change                         | Beck                                               | Продюсер, звукорежисер, зведення, синтезатор, перкусія, клавішні |
| 2003 | City Reading                       | Air і Алессандро Барікко                           | Зведення |
| 2003 | Hail to the Thief                  | Radiohead                                          | Редагування, зведення, запис, продюсер |
| 2004 | Absent Friends                     | The Divine Comedy                                  | Зведення |
| 2004 | Heroes to Zeros                    | The Beta Band                                      | Зведення |
| 2004 | Talkie Walkie                      | Air                                                | Продюсер, звукорежисер, зведення |
| 2004 | When It Falls                      | Zero 7                                             | Гітара, звуки |
| 2004 | «Do They Know It's Christmas?»     | Band Aid 20                                        | Продюсер |
| 2005 | Chaos and Creation in the Backyard | Пол Маккартні                                      | Продюсер, петлі фортепіано та акустичної гітари Epiphone |
| 2005 | Guero                              | Beck                                               | Зведення |
| 2005 | The Roads Don't Love You           | Джемма Хейз                                        | Зведення |
| 2006 | The Eraser                         | Том Йорк                                           | Продюсер, зведення, музикант, аранжувальник |
| 2006 | 5:55                               | Шарлотта Генсбур                                   | Продюсер, зведення |
| 2006 | The Garden                         | Zero 7                                             | Акустична гітара, звукорежисер |
| 2006 | The Information                    | Beck                                               | Продюсер, звукорежисер, зведення, клавішні, програмування, ефекти, скретчинг, тамбурин, перкусія, бек-вокал, Speak & Spell, свист, Tote A Tune, калімба, барабани, Game Boy |
| 2006 | Dad's Weird Dream                  | Silver Sun                                         | Реміксер |
| 2007 | Pocket Symphony                    | Air                                                | Продюсер |
| 2007 | The Boy With No Name               | Travis                                             | Продюсер |
| 2007 | In Rainbows                        | Radiohead                                          | Продюсер, звукорежисер, зведення |
| 2008 | Odd Couple                         | Gnarls Barkley                                     | Звукорежисер, зведення |
| 2010 | Turn Ons                           | The Hotrats                                        | Продюсер, звукорежисер, зведення, додаткові інструменти і шуми |
| 2011 | The King of Limbs                  | Radiohead                                          | Продюсер, звукорежисер, зведення |
| 2011 | Supercollider / The Butcher        | Radiohead                                          | Продюсер, звукорежисер, зведення |
| 2011 | The Daily Mail / Staircase         | Radiohead                                          | Продюсер, звукорежисер, зведення |
| 2012 | A Different Ship                   | Here We Go Magic                                   | Продюсер |
| 2012 | Ultraísta                          | Ultraísta                                          | Композитор, звукорежисер, зведення, продюсер |
| 2013 | AMOK                               | Atoms for Peace                                    | Продюсер, програмування |
| 2014 | Warpaint                           | Warpaint                                           | Зведення |
| 2014 | Tomorrow's Modern Boxes            | Том Йорк                                           | Композитор, продюсер |
| 2015 | Junun                              | Шай Бен Цур, Джонні Ґрінвуд, The Rajasthan Express | Запис, звукорежисер, зведення |
| 2016 | A Moon Shaped Pool                 | Radiohead                                          | Продюсер |
| 2016 | The Getaway                        | Red Hot Chili Peppers                              | Зведення |
| 2017 | Is This the Life We Really Want?   | Роджер Вотерс                                      | Продюсер, клавішні, гітара, звукові колажі, аранжування |
| 2019 | Anima                              | Том Йорк                                           | Композитор, продюсер |
| 2020 | Sister                             | Ultraísta                                          | Композитор, звукорежисер, зведення, продюсер |
| 2022 | We                                 | Arcade Fire                                        | Продюсер |
| 2022 | A Light for Attracting Attention   | The Smile                                          | Композитор, продюсер |
| 2024 | Tangk                              | Idles                                              | Продюсер |